# Nemesnép, Zala
Nemesnép  este un sat în districtul Lent, județul Zala, Ungaria, având o populație de 126 de locuitori (2011). 

## Demografie
Componența etnică a satului Nemesnép
     Maghiari (97,39%)
     Germani (2,61%)
Componența confesională a satului Nemesnép
     Romano-catolici (58,73%)
     Reformați (21,43%)
     Atei (2,38%)
     Necunoscută (17,46%)
Conform recensământului din 2011, satul Nemesnép avea 126 de locuitori. Din punct de vedere etnic, majoritatea locuitorilor (97,39%) erau maghiari, cu o minoritate de germani (2,61%).  Din punct de vedere confesional, majoritatea locuitorilor (58,73%) erau romano-catolici, existând și minorități de reformați (21,43%) și atei (2,38%). Pentru 17,46% din locuitori nu este cunoscută apartenența confesională.